# Бирнбаум, Якоб
Якоб (Джейкоб) Бирнбаум (англ. Jacob Birnbaum, 10 декабря 1926 — 9 апреля 2014) родился в Германии. Основал организацию Борьба студентов за права советских евреев и другие правозащитные организации. Поскольку SSSJ, на момент своего основания в 1964 году, являлась первой организацией по борьбе за права советского еврейства, Бирнбаум считается отцом движения, за свободу советских евреев его отцом был Соломон Бирнбаум, а дедом — Натан Бирнбаум.

## Ранние годы
Якоб Бирнбаум родился в Гамбурге, Германия. После прихода нацистов к власти в Германии семья Якова эмигрировала в Великобританию. В 1938 и 1939 Яаков посещал школу с детьми-беженцами, которые были вывезены из Центральной Европы в самый последний момент при помощи операции «Киндертранспорт» организованной раввином Доктором Соломоном Шонфельдом. Позднее он изучал современную европейскую историю в Лондонском университете.
Во время Второй мировой войны Бирнбаумы были хорошо осведомлены о судьбе европейских евреев попавших под нацистскую оккупацию и страдали от неспособности оказать помощь даже своим родственникам.

## После войны
По окончании войны в 1945 году, Бирнбаум переехал во Францию, где с 1946 по 1951 г. он помогал выжившим в нацистских концлагерях и советских трудовых лагерях евреям из Польши, СССР, Чехословакии, Венгрии. Позже он помогал североафриканским евреям, спасающимся от Алжирской гражданской войны.

## Борьба за советское еврейство
Бирнбаум считал что американское еврейство обязано приложить все усилия для борьбы за советских евреев. Он решил создать национальное студенческое движение, которое выступало бы в качестве инициативной группы народной мобилизации, подвигающей Вашингтон на защиту советского еврейства. В 1964 году он переехал в Нью-Йорк, а 27 апреля того же года он организовал студенческое собрание в Нью-Йоркском Колумбийском университете. На собрании была выдвинута идея рассматривать Холокост как предупреждение и побудительная причина для движение за гражданские права в виде массовых мероприятий. В течение четырёх дней около 1000 студентов митинговали перед зданием советской миссии ООН. Бирнбаум назвал новую группу «Борьба студентов за права советских евреев» (аллюзия на «классовую борьбу» Маркса). Штаб-квартира организации изначально располагалась в спальне Якова Бирнбаума. В недавно опубликованной хронологии 350 лет американской еврейской истории, Центр еврейской истории в Нью-Йорке обозначил 1 мая 1964 года как начала общественного движения за права советских евреев.